# Ourococcus casuarinae
Ourococcus casuarinae är en insektsart som beskrevs av Fuller 1897. Ourococcus casuarinae ingår i släktet Ourococcus och familjen filtsköldlöss. Inga underarter finns listade i Catalogue of Life.